# Dymitr Iwanowicz (1582–1591)
Dymitr carewicz – młodszy syn cara Rosji Iwana IV Groźnego i jego siódmej żony Marii Nagoj, książę uglicki, święty prawosławny.
Urodzony 19 października 1582 w Moskwie. Po śmierci ojca w 1584 roku został zesłany wraz z matką przez radę regencyjną do Uglicza, gdzie zginął w wieku 8 lat w niejasnych okolicznościach, najprawdopodobniej przebity nożem w czasie zabawy z kolegami 15 maja 1591 roku, w czasie ataku epilepsji. Jedna z licznych wersji wyjaśnień jego śmierci głosi, że matka chcąc uniknąć zarzutów o brak opieki nad dzieckiem stwierdziła, że chłopiec został skrytobójczo zabity na polecenie carskiego faworyta, Borysa Godunowa. O zabójstwo to oskarżano wiele osób, m.in. uglickiego lekarza – Polaka, co miało ułatwić później Polsce osadzenie na tronie moskiewskim Dymitra Samozwańca I. Plotka rozpowszechniana w następnych latach głosiła bowiem, że zmarły nie był wcale carewiczem Dymitrem, który w istocie zbiegł przed prześladowcami i ukrywał się przez dłuższy okres. Siedem lat później pogłoski te odżyły, kiedy zmarł car Fiodor I, brat Dymitra, a na tron wstąpił Borys Godunow, doradca Iwana i faktyczny władca w czasie panowania Fiodora.
Zagadkowa śmierć Dymitra, która przerwała ciągłość dynastii Rurykowiczów, uważana jest za jedno z kluczowych wydarzeń prowadzących do nastania wielkiej smuty.
W 1606 szczątki Dymitra zostały przeniesione do Moskwy, m.in. po to by udowodnić ostatecznie fakt jego śmierci. W 1609 roku Dymitr został kanonizowany przez Cerkiew prawosławną i jest m.in. czczony jako patron chorujących dzieci. W 1997 roku ustanowiono kościelny Order błogosławionego carewicza Dymitra nadawany za „czyny miłosierne”.